# Relaciones exteriores de Costa Rica

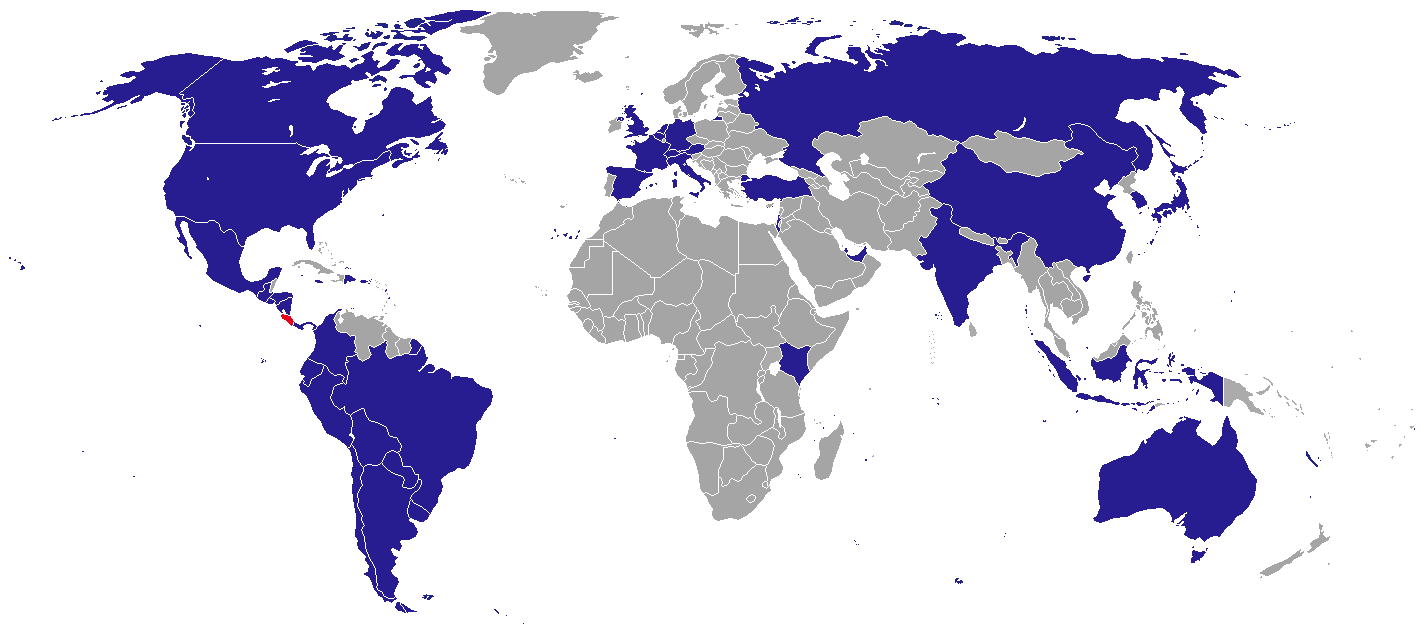
Misiones diplomáticas de Costa Rica en el mundo.

Costa Rica es miembro fundador de la Organización de las Naciones Unidas, sostiene relaciones diplomáticas con casi todos los países de América y Europa. En tres ocasiones ha sido parte del Consejo de Seguridad de las Naciones Unidas: 1974-1975, 1997-1998 y 2008-2009. No es miembro del Parlamento Centroamericano.
Costa Rica enfrenta realidades muy distintas en las relaciones diplomáticas con sus dos países vecinos. La situación más complicada es la larga disputa que sostiene con Nicaragua por el derecho de navegación del Río San Juan. Con Panamá, ambos países tienen relaciones cordiales y amistosas, y una frontera abierta.
Las relaciones con Estados Unidos, principal socio comercial, datan de 1851. El país ha sido visitado por siete presidentes de Estados Unidos: Hoover (1928), Kennedy (1963), Johnson (1968), Reagan (1982), Bush (1989), Clinton (1997) y Obama (2013). Las relaciones con México datan de 1831 y con Brasil desde 1907. Las relaciones con Cuba estuvieron interrumpidas por cuestiones políticas entre 1961 y 2009. La embajada en La Habana fue reabierta en 2009, y en 2015 Luis Guillermo Solís se convirtió en el primer presidente en realizar una visita oficial a Cuba desde la ruptura de relaciones. El país debió enfrentar la crisis migratoria cubana de 2015-2016, lo que motivó su retiro político del SICA, aunque mantuvo sus responsabilidades comerciales y económicas.
Costa Rica mantiene relaciones diplomáticas con 34 países europeos, las más antiguas con Reino Unido (1848), Alemania (1848, rotas brevemente durante la Segunda Guerra Mundial), España (1850), Italia (1853) y Rusia (1872, interrumpidas entre 1948 y 1970). Costa Rica es uno de los países que reconoce la soberanía argentina sobre las Islas Malvinas y a Kosovo como nación soberana.
Con Israel, Costa Rica mantiene relaciones desde 1954. Hasta 2007, el país no mantenía relaciones diplomáticas con ningún país árabe, excepto Líbano, debido a la presencia de su embajada en Jerusalén, la cual trasladó a Tel Aviv en 2019. Actualmente sostiene relaciones con la Autoridad Nacional Palestina, Egipto, Baréin, Kuwait, Jordania, Omán, Yemen y Catar. Costa Rica fue uno de los 130 países que votó a favor de la incorporación de Palestina como estado observador en Naciones Unidas.
El país estableció relaciones diplomáticas con la República Popular de China en 2007, luego de romper relaciones con Taiwán, que se habían mantenido desde 1949. Dos presidentes chinos, Hu Jintao (2008) y Xi Jinping (2013), han visitado Costa Rica. El líder tibetano Dalái lama Tenzin Gyatso visitó el país en dos ocasiones, su tercera visita planeada para 2008 fue cancelada tras la reanudación de relaciones con China. 
En África, Costa Rica mantiene relaciones con Angola, Egipto, Botsuana, Uganda, República del Congo, Suazilandia, Burundi, Ghana, Guinea, Mozambique, Ruanda, Seychelles y Sudáfrica, pero no tiene sedes diplomáticas permanentes en estos países. En 2016, el país debió enfrentar una crisis migratoria por el paso de migrantes africanos hacia Estados Unidos.